# Leonard Pennario
Leonard Pennario (* 9. Juli 1924 in Buffalo, New York; † 27. Juni 2008 in La Jolla, Kalifornien) war ein US-amerikanischer Pianist und Komponist.
Im Alter von zwölf Jahren spielte er das Klavierkonzert von Edvard Grieg mit Dallas Symphony Orchestra unter Eugene Goossens. Pennario hatte das Konzert innerhalb von einer Woche auswendig gelernt. 
Er studierte Klavier bei Isabelle Vengerova und Olga Steeb, Komposition bei Ernst Toch an der University of Southern California.
Während des Zweiten Weltkriegs diente er bei U.S. Army Air Forces in China, Burma und Indien. Nach Kriegsende trat er noch in Uniform auf, mit den New York Philharmonic im Carnegie Hall am 17. November 1943, unter der Leitung von Artur Rodziński, und trug das 1. Klavierkonzert von Franz Liszt vor.
In den 1960er Jahren bildete er ein Klaviertrio mit dem Violinisten Jascha Heifetz und dem Cellisten Gregor Piatigorsky.
Leonard Pennario hat über 60 Langspielplatten mit den Werken des 19. und 20. Jahrhunderts aufgenommen. Größte Erfolge brachten ihm die Tonaufnahmen von George Gershwin, Sergei Wassiljewitsch Rachmaninow, Miklós Rózsa, Louis Moreau Gottschalk und Sergei Prokofjew.
Er starb infolge der Parkinson-Krankheit im Alter von 83 Jahren.